# Sondre Turvoll Fossli
Sondre Turvoll Fossli, född 10 augusti 1993, är en norsk längdskidåkare. Han tävlar för klubben Hokksund IL. Han debuterade i världscupen den 20 februari 2011 i norska Drammen.
Fosslis bästa resultat i världscupen är en tredjeplats från den klassiska sprinten i finländska Ruka den 29 november 2014.
Han har tagit två individuella junior-VM-medaljer, silver i sprinten i Otepää 2011 och brons i sprinten i Erzurum 2012. 